# Rongcheng

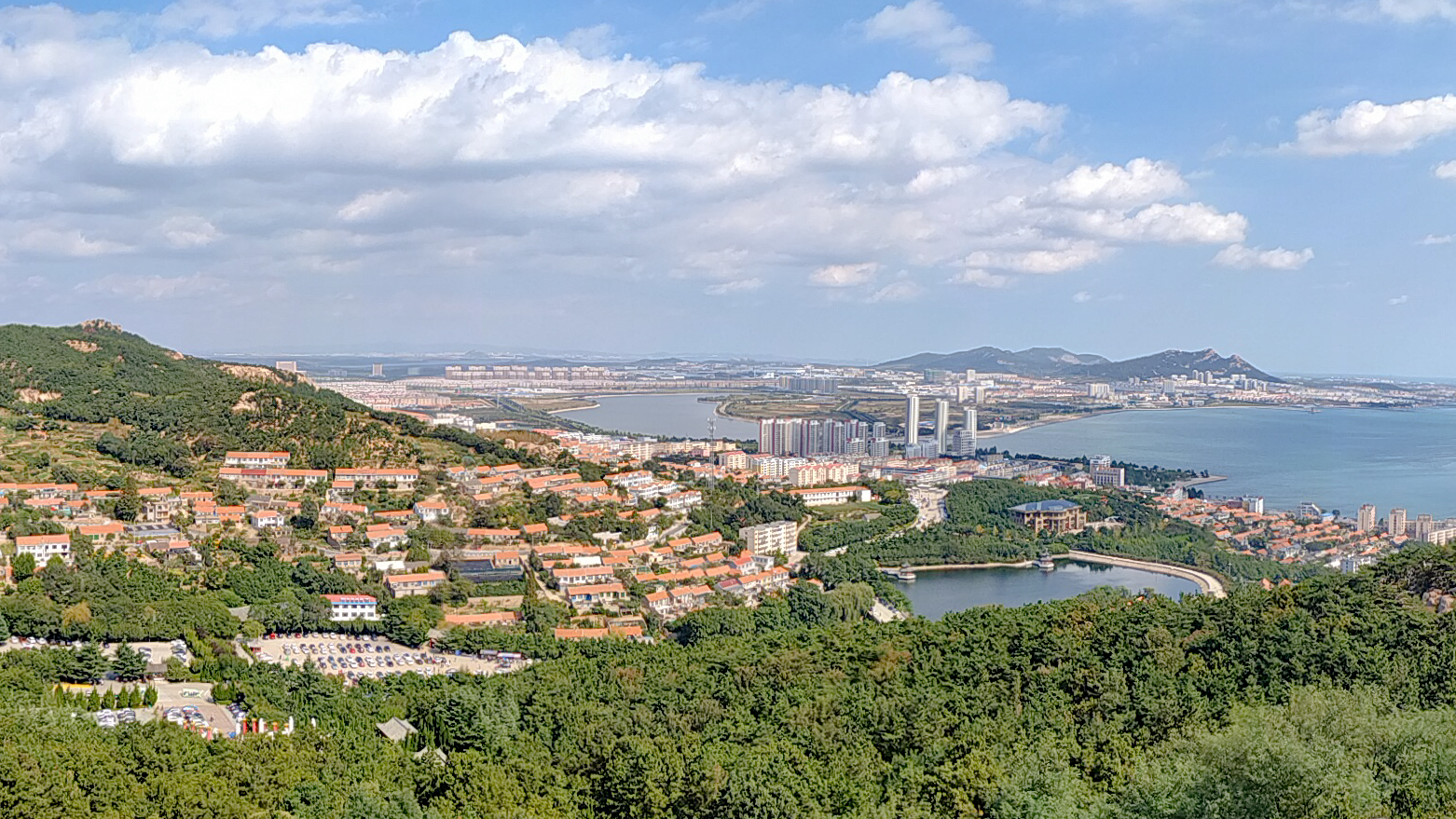
Rongcheng (2020)

Rongcheng (chinesisch 荣成市, Pinyin Róngchéng Shì) ist eine kreisfreie Stadt in der chinesischen Provinz Shandong. Sie gehört zum Verwaltungsgebiet der bezirksfreien Stadt Weihai. Rongcheng hat eine Fläche von 1.526 km² und 714.355 Einwohner (Stand: Zensus 2010). Administrativ setzt sich Rongcheng aus 15 Großgemeinden zusammen.
Rongcheng liegt am Ostende der Halbinsel Shandong am Gelben Meer. Sehenswert ist der so genannte „Schwanensee“, der eines der größten Reservate für Schwäne in China bildet. Shandong ist bekannt für sein großes Kulturangebot, was viele Touristen anzieht. Etwa 2,5 Millionen Kulturtouristen hat Rongcheng jährlich, hauptsächlich aus der Volksrepublik China.
Am von Chinesen entwickelten Atomkraftwerk Rongcheng wird seit 2013 wieder weitergebaut, es soll im Vollausbau mit 6600 MW das größte der Welt werden.

## Persönlichkeiten
- Han Xikai (* 1939), Politiker
- Chen Jianguo (* 1945), Politiker